# Ostrówce
Ostrówce – kolonia w Polsce położona w województwie kujawsko-pomorskim, w powiecie żnińskim, w gminie Gąsawa.
W latach 1975–1998 miejscowość administracyjnie należała do województwa bydgoskiego.
Wieś leży nad jeziorem Ostrówieckim.